# О’Брайен, Эдна
Э́дна О’Бра́йен (англ. Edna O'Brien; 15 декабря 1930, Томгрейни, Ирландия — 27 июля 2024, Лондон) — ирландская писательница.

## Биография
Эдна О’Бра́йен родилась в 1930 году в семье фермера. Получила монастырское воспитание, в 1941—1946 годах воспитывалась у Сестёр милосердия. Затем училась в фармацевтическом колледже. В 1954 году вышла замуж за писателя Эрнеста Геблера, от которого у неё было двое сыновей. Брак был расторгнут через десять лет. В 1959 году переехала в Лондон (Великобритания).
В 1960 году опубликовала первый роман «Деревенские девочки», ставший началом трилогии, имевший значительный успех и в 1984 году перенесённый на экран (фильм был номинирован на премию BAFTA). Далее последовали романы «Одинокая девушка» (1962) и «Девушки в брачном блаженстве» (1964). Из других её сочинений известна драма о Вирджинии Вулф «Вирджиния» (1981), которая с успехом ставилась с Великобритании (в заглавной роли — Мэгги Смит), Канаде и США. Написала биографии Джойса (1999) и Байрона (2009).
С 2006 года — профессор английской литературы в Дублинском университетском колледже. Её романы и книги новелл переведены на многие языки.
Умерла 27 июля 2024 года в Лондоне после продолжительной болезни.

## Публикации на русском языке
- Влюбленный Байрон. — М.: Текст, 2011.